# Аїсса Манді
Аїсса Манді (фр. Aïssa Mandi, араб. عيسى ماندي, нар. 21 жовтня 1991, Шалон-ан-Шампань) — французький і алжирський футболіст, захисник французького клубу «Лілль» та національної збірної Алжиру.
У складі збірної — володар Кубка африканських націй 2019 року.

## Клубна кар'єра
Аїсса Манді народився у французькому Шалон-ан-Шампані в родині алжирців — вихідців з Орану. Почав грати у футбол в юнацьких командах клубу «Реймс». З сезону 2008/09 грав за дублюючий склад клубу, в 2009 році переведений до основного складу.
Дебютував у дорослому футболі 13 жовтня 2009 року в третьому (аматорському) французькому дивізіоні, вийшовши на заміну на 93-й хвилині матчу з «Луан-Кюїзо». Цей матч залишився для Манді єдиним в сезоні 2009/10.
Перший матч на професійному рівні зіграв 20 серпня 2010 року в Лізі 2 проти «Гавра». Разом з командою вийшов з третього дивізіону в перший і поступово став основним правим захисником клубу. У матчі проти «Парі Сен-Жермен» 5 квітня 2014 року забив два голи у свої ворота.
30 червня 2016 року Манді підписав п'ятирічний контракт з іспанським клубом «Реал Бетіс».
В червні 2021 року Манді підписав чотирирічний контракт з іспанським «Вільярреалом».
Влітку 2024 року манді повернувся до Франції, де приєднався до клубу «Лілль», з яким підписав контракт на два роки.

## Виступи за збірну
Манді волів виступати за збірної Алжиру, хоча мав право грати за Францію. Вперше викликаний на збори тренером Вахідом Халілходжичем у листопаді 2013 року. Перший матч за Алжир зіграв 5 березня 2014 року проти Словенії (2:0).
У червні 2014 року включений до складу збірної для участі у фінальному турнірі чемпіонату світу 2014 року. На турнірі зіграв три матчі в груповому турнірі проти Кореї і Росії і на стадії 1/8 фіналу з Німеччиною.
Згодом у складі збірної був учасником Кубка африканських націй 2015 року в Екваторіальній Гвінеї та Кубка африканських націй 2017 року у Габоні.
Був серед основних захисників національної команди й на переможному для неї Кубку африканських націй 2019 року, взявши участь у п'яти із семи її матчів на турнірі.

## Титули і досягнення
- Володар Кубка африканських націй (1):

 Алжир: 2019